# Micreremites costipunctata
Micreremites costipunctata là một loài bướm đêm trong họ Erebidae.